# 水沼站

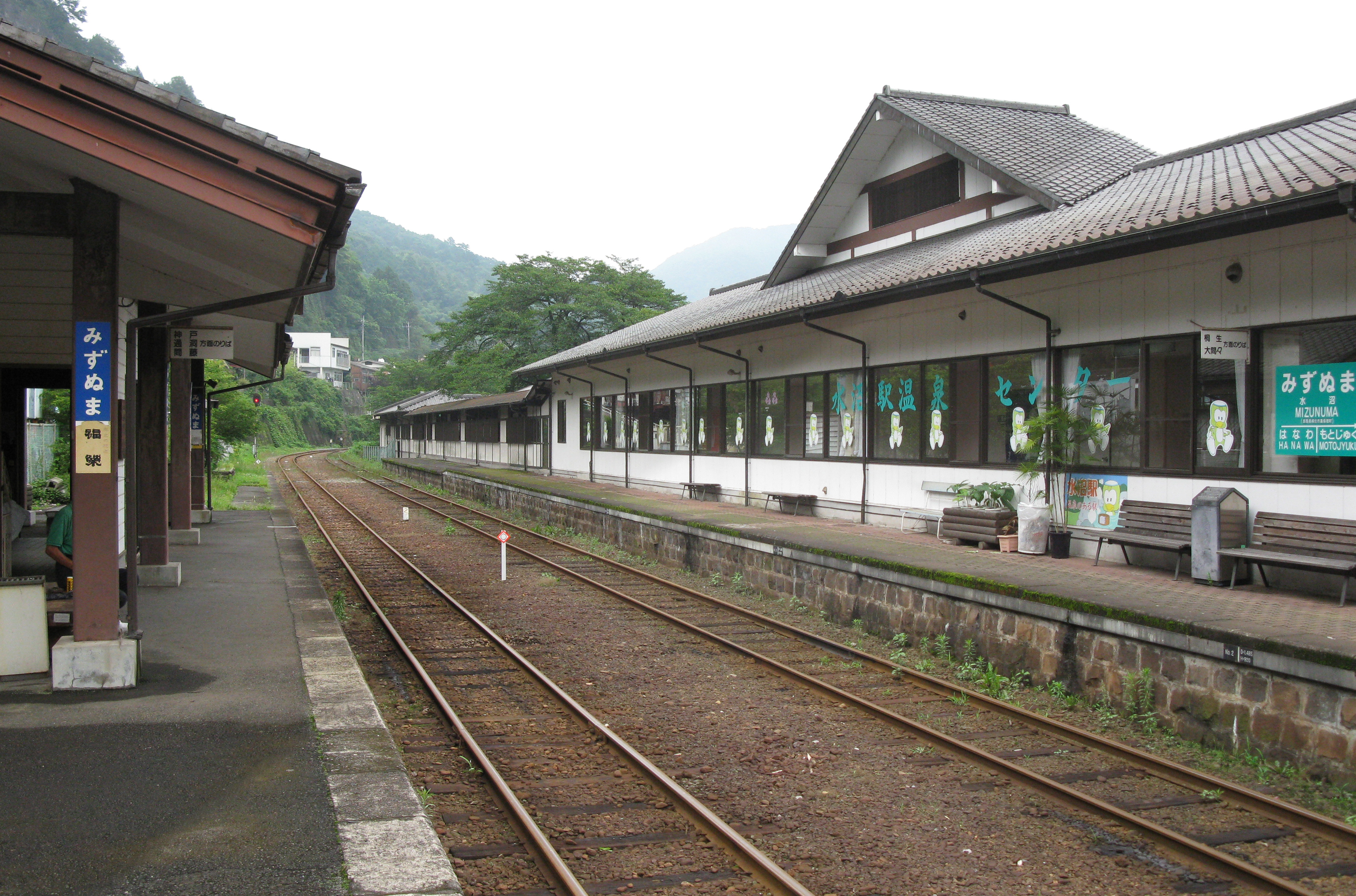
月台

水沼站（日语：／ Mizunuma eki */?）是位於群馬縣桐生市黑保根町宿廻151番地，渡良瀨溪谷鐵道的渡良瀨溪谷線車站。車站編號為WK08。

## 歷史
此站是桐生市黑保根地區的中心車站。由於設有溫泉設施使成為觀光勝地，另外此站是赤城山觀光地點東邊玄關口。在昭和30年代，於赤城山頂附近設有赤城登山鐵道纜車，當時成為兩者的轉乘站。
- 1912年（大正元年）9月5日 - 足尾鐵道水沼停車場啟用[1]。
- 1918年（大正7年）6月1日 - 足尾鐵道國有化，同日升級至車站，成為國有鐵道足尾線車站。
- 1987年（昭和62年）4月1日 - 伴隨國鐵分割民營化，車站由東日本旅客鐵道（JR東日本）營運[2]。
- 1989年（平成元年）
  - 3月29日 - 足尾線由渡良瀨溪谷鐵道接管，成為渡良瀨溪谷線車站。
  - 12月24日 - 站內的溫泉設施「淺瀨之湯」開幕。
- 1997年（平成9年） - 被選定為「關東車站百選」，理由是「關東唯一被綠樹環繞的天然溫泉（露天風呂）車站」。
- 2008年（平成20年）12月29日 -「淺瀨之湯」暫停營業。
- 2009年（平成21年）4月26日 - 「淺瀨之湯」恢復營業。

## 車站構造
此站是地面車站，設有2面2線的相對式月台。此站是無人車站。自動售票機位於溫泉中心車站一方的入口。

### 月台
| 月台             | 路線          | 上下行 | 方向                 |
| ---------------- | ------------- | ------ | -------------------- |
| （車站大樓一方） | ■渡良瀨溪谷線 | 下行   | 神戶、通洞、間藤方向 |
| （溫泉一方）     | ■渡良瀨溪谷線 | 上行   | 大間間、桐生方向     |

## 水沼站溫泉中心

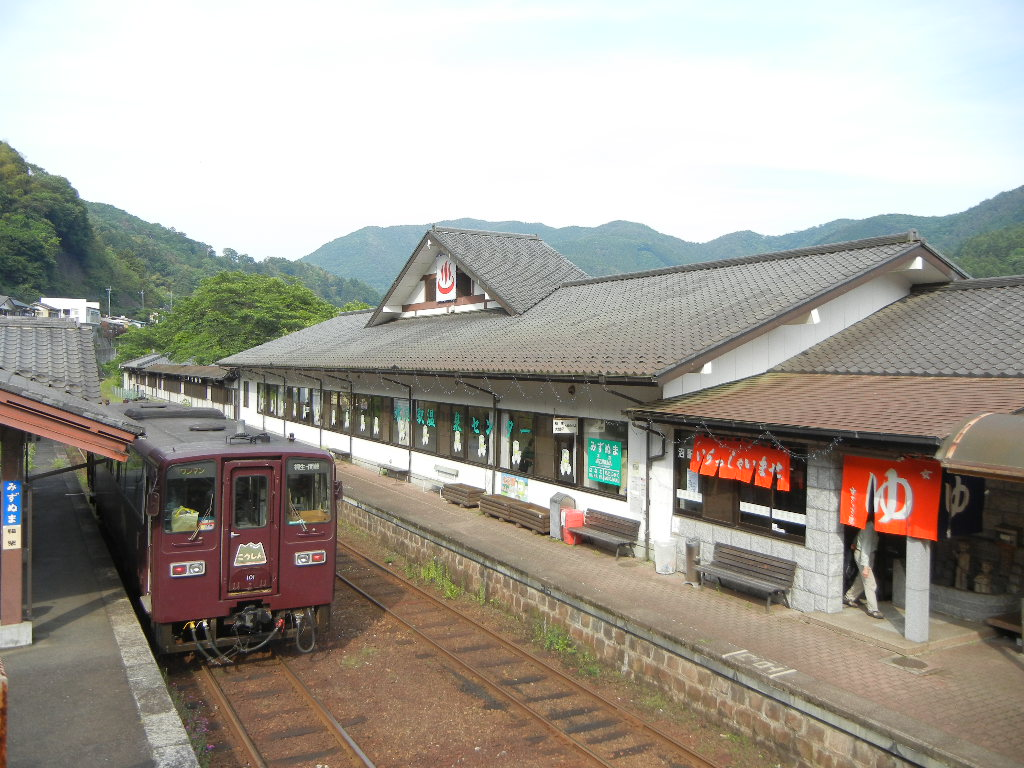
水沼站溫泉中心

水沼站溫泉中心是一座位於上行月台側的溫泉設施。在2008年12月29日暫停營業，在2009年4月26日恢復營業。

## 使用狀況
以下為近年使用狀況數據。
| 上下車人次變化 | 上下車人次變化 |
| 年度           | 1日平均人次    |
| -------------- | -------------- |
| 2009年         | 179            |
| 2010年         | 167            |
| 2011年         | 161            |
| 2012年         | 166            |
| 2013年         | 138            |
| 2014年         | 141            |
| 2015年         | 140            |
| 2016年         | 128            |
| 2017年         | 126            |
| 2018年         | 104            |

## 車站周邊
- 水沼站溫泉中心

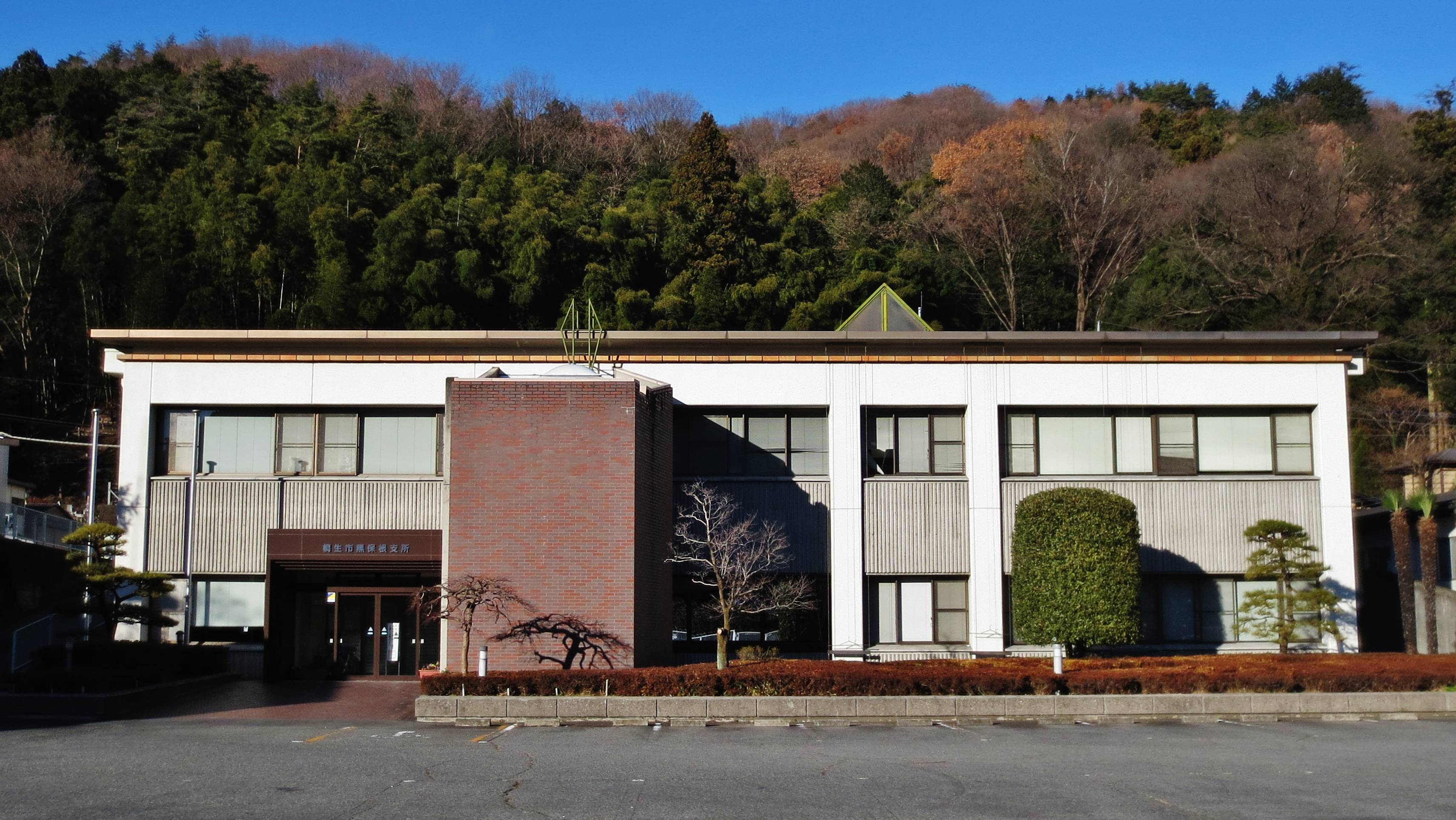
桐生市政廳（日语：桐生市役所）黑保根分所（舊・黑保根村（日语：黒保根村）公所）
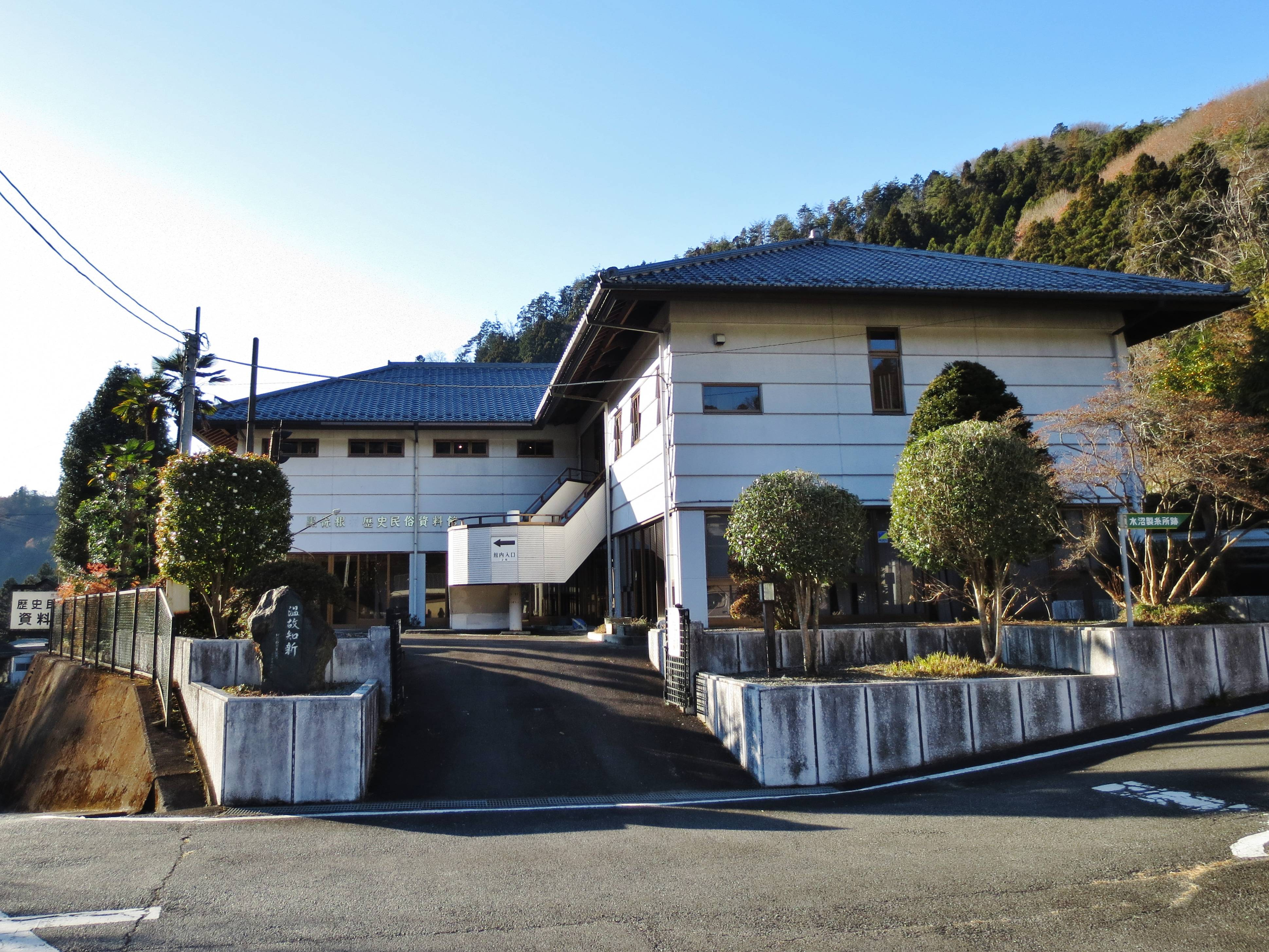
黑保根歷史民俗資料館
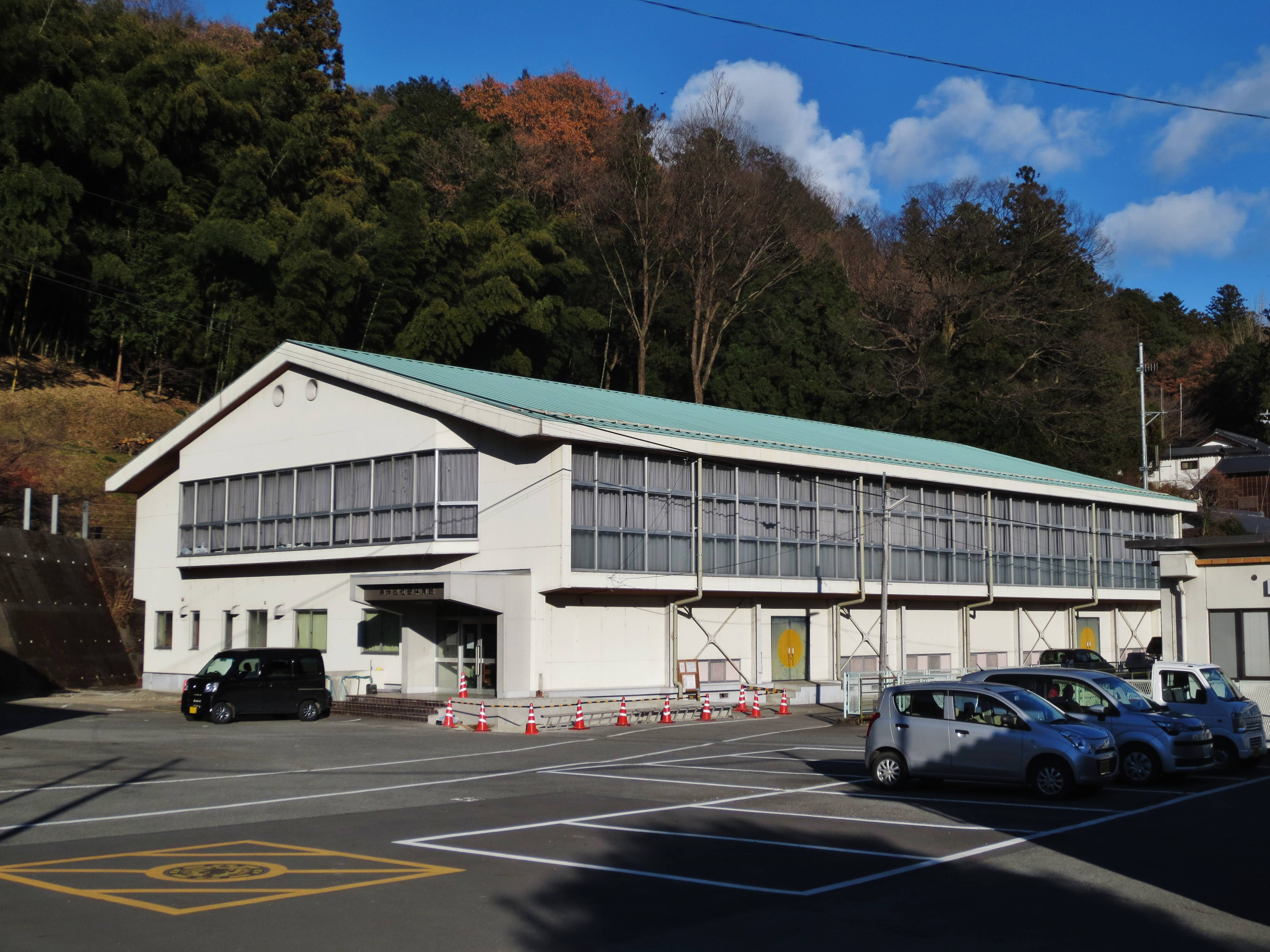
黑保根社會體育館
- 黑保根運動公園（日语：黒保根運動公園）
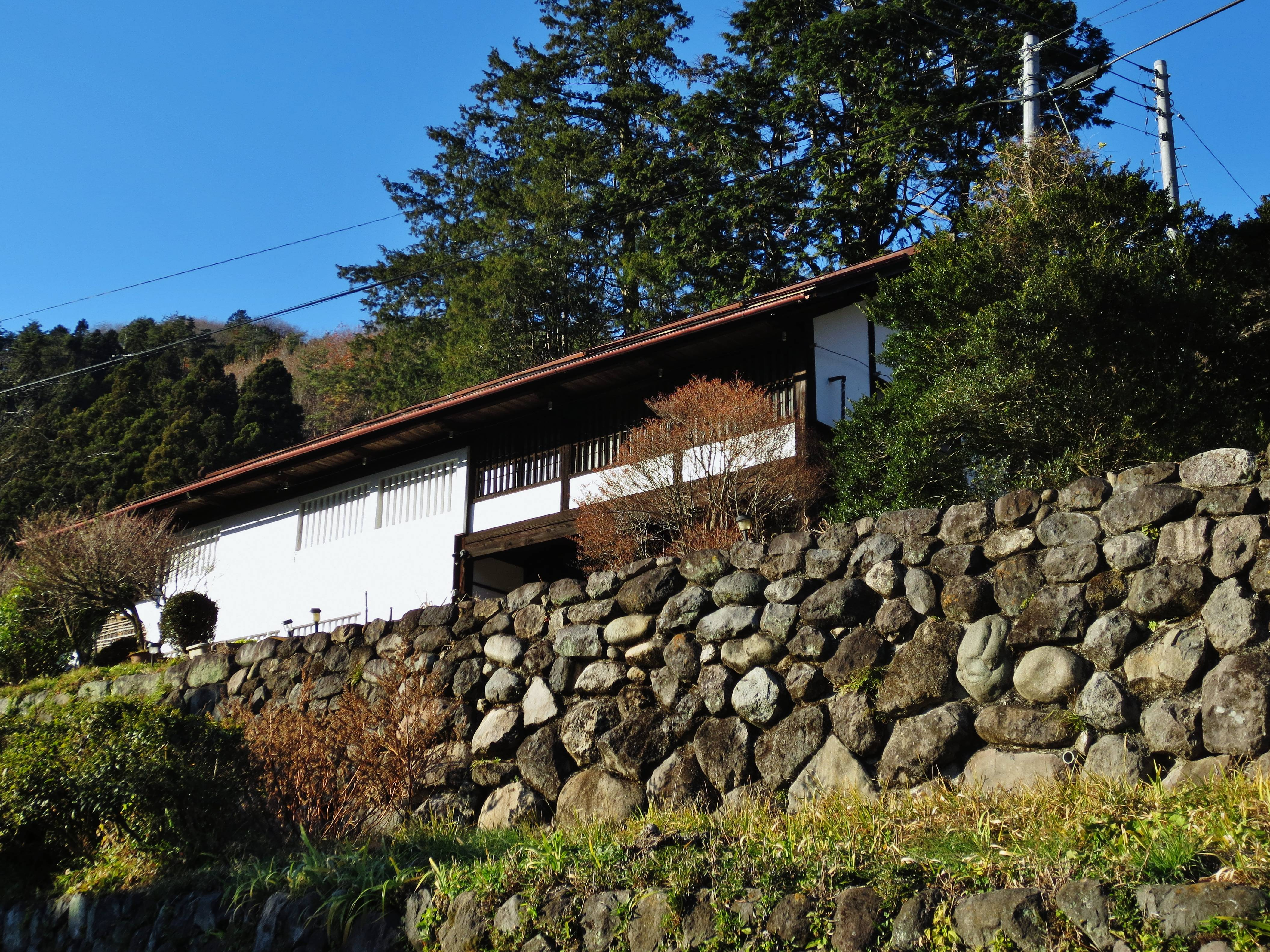
水沼絲綢廠蹟
- 水沼郵局
- 國道122號
- 桐生市立黑保根中學（日语：桐生市立黒保根中学校）
- 桐生市立黑保根小學（日语：桐生市立黒保根小学校）

- 黑保根分所
- 黑保根歷史民俗資料館
- 黑保根社會體育館
- 水沼絲綢廠蹟

## 相鄰車站
渡良瀨溪谷鐵道
■渡良瀨溪谷線
- 小火車列車停車站

本宿（WK07）－水沼（WK08）－花輪（WK09）

## 注腳
1. ↑  「私設鉄道運輸開始」『官報』1912年9月12日（國立國會圖書館數碼化收藏）
2. ↑  『交通年鑑 昭和63年版』 交通協力會，1988年3月。
3. ↑   （页面存档备份，存于）（日語） 市內鐵道的一年間上落客人次

## 外部連結
- 渡良瀨溪谷鐵道｜水沼站 （页面存档备份，存于）（日語）
- 水沼站溫泉中心 （页面存档备份，存于）（日語）